# ハニオイ
ハニオイ(Honeoye)はニューヨーク州オンタリオ郡リッチモンドにあるハムレット(hamlet)
「ハニーオアイ」や「ハニーオイ」等の日本語表記があるが、発音(/ˈhʌniɔɪ/)をカナ表記すると「ハニオイ」が近い。
人口は2020年の国勢調査で723人。

## 概要
ロチェスター市の南40kmほど、カナンデイグア市の南西20kmほどに位置するハニオイ湖を中心に集落がひろがっている。
ハニオイ湖の北端周辺にあるメインストリートに沿って学校、郵便局、消防署、教会、商店等が建ち並ぶ。他は住宅、農場、公園が散在しており風光明媚。
ハニオイで最大の施設はプレ幼小中高一貫校のハニオイ・セントラル・スクールで、学区は周辺の市町村におよび、生徒と教職員の数が集落の人口を上回る。